# Ампферер, Отто
Отто Ампферер (нем. Otto Ampferer; 1 декабря 1875, Инсбрук — 9 июля 1947, Инсбрук) — австрийский альпинист и геолог. Чтобы объяснить сложные процессы орогенеза, он разработал теорию о подкоровых течениях в мантии — модель, содержавшую представление о частичной пластичности земной коры. Таким образом, он стал — до Альфреда Вегенера — пионером современного взгляда на мобилизм.

## Биография
Отто Ампферер являлся известным альпинистом конца XIX — начала XX века: в частности, он первым совершил восхождение на пик Guglia di Brenta (2872 м). В период с 1935 по 1937 год Ампферер состоял в должности директора австрийской Геологической службы. Среди прочего он занимался геологическими исследованиям и картированием Тироля и Форарльберга. В 1936 году он был избран членом академии Леопольдина.

## Память
Именем Отто Ампферера назван переулок в X-м районе Вены (Ampferergasse), а также — улица в Инсбруке (Ampfererstraße).

## Работы
Всего Отто Ампферера является автором 260 публикаций, а также — многочисленных геологических карт:
- Über das Bewegungsbild von Faltengebirgen. Jb. Geol. R.-A., 56, 539—622, 42 Tab., Wien 1906.
- Geometrische Erwägungen über den Bau der Alpen. Mitt. Geol. Ges. Wien, 12, 135—174, Wien 1920.
- Über Kontinentalverschiebungen. Naturwissenschaften, 13, 669—675, 8 Abb., 1925.
- Wert der Geologie fürs Leben. Verh. Geol. B.-A., 1937, 89—98, Wien 1937.
- Über einige Grundfragen der Gebirgsbildung. Jb. Geol. B.-A., 87, 375—384, 5 Abb., Wien 1937.
- Grundlagen und Aussagen der geologischen Unterströmungslehre. Natur & Volk, 69, 337—349, 9 Abb., Frankfurt 1939.
- Gegen den Nappismus und für die Deckenlehre. Z. Dt. Geol. Ges., 92, 313—332, 7 Abb., Berlin 1940.
- Gedanken über das Bewegungsbild des atlantischen Raumes. Sber. österr. Akad. Wiss., math.-naturwiss. KL, 150, 19—35, 6 Figs., Wien 1941.
- Vergleich der tektonischen Wirksamkeit von Kontraktion und Unterströmung. Mitt. Alpenländ. geol. Ver., 35, 107—123, 10 Figs., Wien 1944.
- Совместно с W. Hammer: Geologischer Querschnitt durch die Ostalpen vom Allgäu zum Gardasee. Jb. Geol. R.-A., 61, 531—710, 50 Abb., 3 Taf., Wien 1911.

## Семья
В 1902 году Отто Ампферер женился на Ольге Сандер (Olga Sander), являвшийся сестрой геолога из Иннсбрука Бруно Сандера (Bruno Sander, 1884—1979).